# Своры
Своры (пол. Swory) — деревня в Бяльском повете Люблинского воеводства Польши. Входит в состав гмины Бяла-Подляская. По данным переписи 2011 года, в деревне проживало 526 человек.

## География
Деревня расположена на востоке Польши, к северу от реки Кшны, на расстоянии приблизительно 14 километров к западу от города Бяла-Подляска, административного центра повета. Абсолютная высота — 151 метр над уровнем моря. К югу от населённого пункта проходит национальная автодорога 2.

## История
В конце XVIII века Своры входили в состав Берестейского повета Берестейского воеводства Великого княжества Литовского. Согласно «Справочной книжке Седлецкой губернии на 1875 год» деревня являлась центром одноимённой гмины Константиновского уезда Седлецкой губернии. В период с 1975 по 1998 годы входила в состав Бяльскоподляского воеводства.

## Население
Демографическая структура по состоянию на 31 марта 2011 года:
|         | Всего | До трудоспособного возраста | Трудоспособного возраста | Старше трудоспособного возраста |
| ------- | ----- | --------------------------- | ------------------------ | ------------------------------- |
| Мужчины | 251   | 53                          | 158                      | 40                              |
| Женщины | 275   | 63                          | 134                      | 78                              |
| Всего   | 526   | 116                         | 292                      | 118                             |

## Достопримечательности
В деревне находиться католический костёл Наисвятейшего Сердца Иисусова, построенный в 1605 году и являющийся центральным храмом прихода Своры.